# 甲板 (解剖学)
甲板（英語：nail plate），是指位于指（趾）甲背面透明的角质板，由甲体和甲根构成，组成成分为角蛋白，作用是保护指（趾）。甲板每周约生长0.5毫米，呈半透明状，能透出深部组织的血色。